# سيسيل سوتون
سيسيل سوتون (6 يناير 1886 - 10 فبراير 1965)  (بالإنجليزية: Cecil Sutton)‏ هو لاعب كريكت بريطاني وبريطاني (وحمل سابقاً جنسية المملكة المتحدة لبريطانيا العظمى وأيرلندا).